# S/PDIF

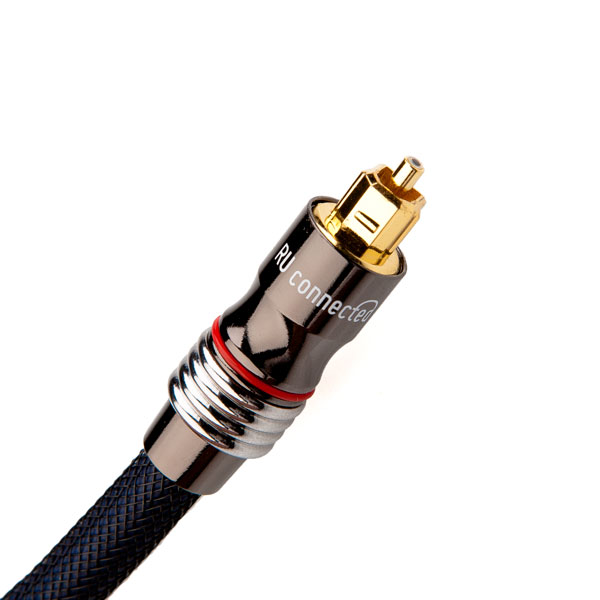
Fig.1 Connector TOSLINK (JIS F05)

S/PDIF (acrònim de Sony/Philips Digital Interface Format) és un tipus d'interconnexió d'àudio digital emprat en productes de consum com a sortida d'àudio i en curta distància. S/PDIF està basat en la normativa AES3 creada per l'organització AES (Advanced Encryption Standard) i l'EBU (Unió Europea de Radiodifusió). S/PDIF va ser estandarditzat com a IEC 60958 type II. Fou publicada el 1985 i ha estat revisada el 1992 i el 2003.

## Propietats
- El senyal d'àudio digital és transmès via cable coaxial amb connectors RCA o via fibra òptica amb connectors TOSLINK. (vegeu Fig.1)[3]
- La norma S/PDIF és un protocol de capa física (PHY) i també capa d'enllaç de dades (MAC).
- Permet transportar 2 canals de so en format no comprimit PCM o format comprimit tals com còdec DTS definits en la norma IEC 61937.
- Distància màxima :10 metres.
- Resolució màxima : 20 bits (24 opcional).
- Freqüències de mostratge:
  - 96 KHz: àudio professional.
  - 48 KHz : DAT.
  - 44,1 KHz : CD.